# Moritz Eggert

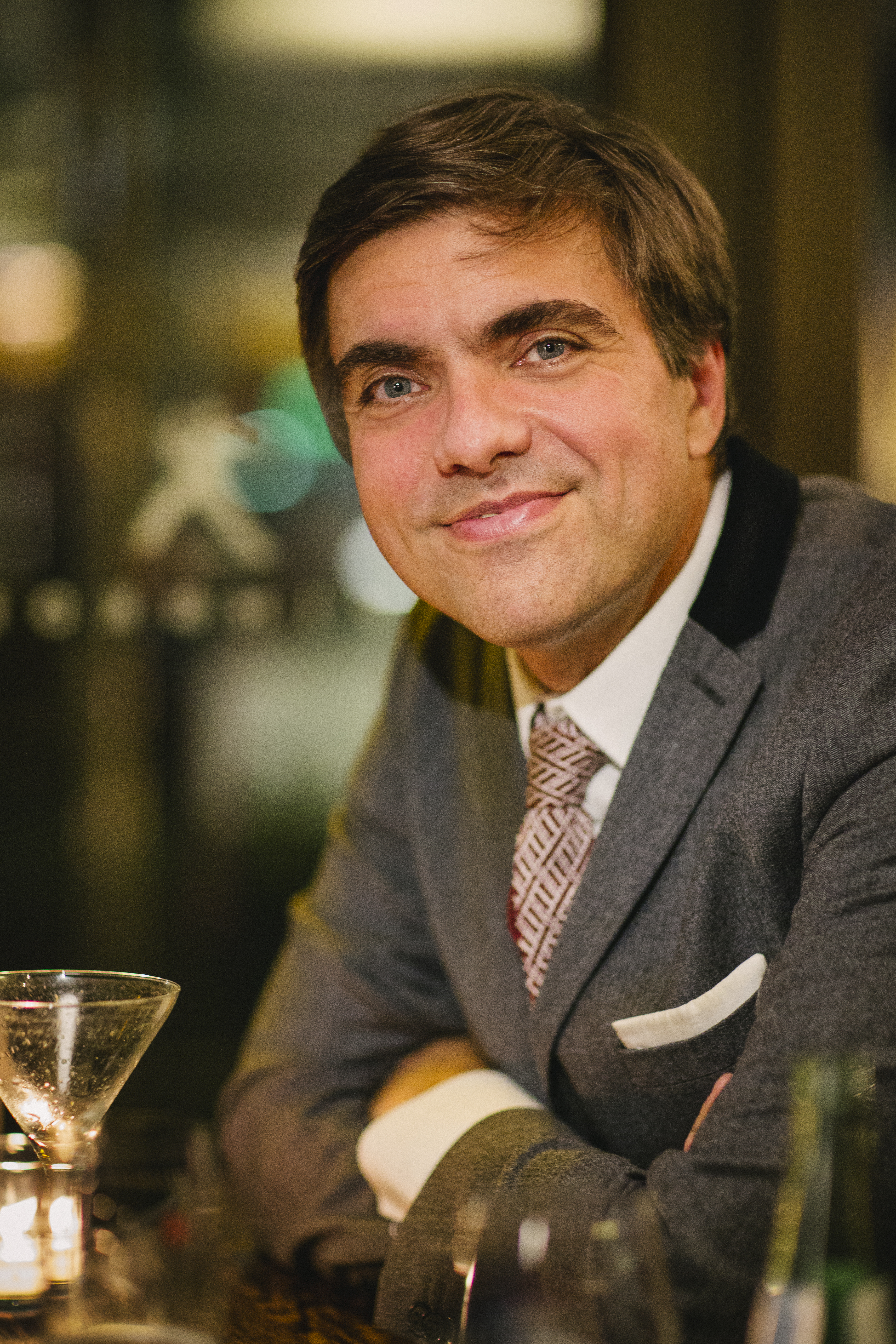
Moritz Eggert (2016)

Moritz Eggert (* 25. November 1965 in Heidelberg) ist ein deutscher Komponist und Pianist.

## Leben
Geboren wurde Moritz Eggert als Sohn von Mara Eggert und Herbert Heckmann. Nach frühen Klavierstudien begann er 1975 seine Ausbildung an Dr. Hoch’s Konservatorium in Frankfurt am Main, zuerst in den Fächern Theorie und Klavier bei Wolfgang Wagenhäuser, dann im Fach Komposition bei Claus Kühnl. Nach dem Abitur studierte er Klavier an der Frankfurter Musikhochschule bei Leonard Hokanson. 1986 zog er nach München, um Komposition bei Wilhelm Killmayer an der Münchener Musikhochschule zu studieren. Später erfolgten weitere Studien mit Raymund Havenith (Klavier) und Hans-Jürgen von Bose (Komposition). 1992 verbrachte er ein Jahr als Postgraduiertenstudent an der Guildhall School of Music and Drama in London (Komposition bei Robert Saxton).
1989 war Moritz Eggert Preisträger beim Internationalen Gaudeamus-Wettbewerb für Interpreten neuer Musik. Als erster Pianist präsentierte er das Gesamtwerk für Klavier Solo von Hans Werner Henze an einem Abend.
Zusammen mit Sandeep Bhagwati gründete er 1991 das A•DEvantgarde-Festival für neue Musik junger Komponisten, das seitdem jährlich stattfindet.
Zu Eggerts bekanntesten Werken gehört der Klavierzyklus Hämmerklavier. Außer der Orchester- und Kammermusik liegt ein besonderer Schwerpunkt seines Schaffens im Genre Musiktheater. Bisher schrieb er 7 abendfüllende Opern und mehrere Werke für Tanztheater und Ballett. Seine jüngsten wichtigsten Werke sind das Stück Scapa Flow für Großes Orchester, und der abendfüllende Liederzyklus Neue Dichter Lieben – 20 Vertonungen von Liebesgedichten zeitgenössischer Autoren.
Zu seinen jüngeren Arbeiten gehören die Oper Die Schnecke (zusammen mit Hans Neuenfels, 2004, Mannheim) und das Fußballoratorium Die Tiefe des Raumes (Ruhrtriennale, auch Auftrag des Kulturprogramms der WM 2006), geschrieben zusammen mit Michael Klaus.
Moritz Eggert komponierte die Musik für die Eröffnungszeremonie der Fußball-Weltmeisterschaft 2006 und eine neue Oper für die Oper Bonn (Freax, zusammen mit Hannah Dübgen, 2007), die einen Skandal um die Regieverweigerung von Christoph Schlingensief auslöste. Eine Collage aller 22 Mozart-Opern (Vom zarten Pol) für das Eröffnungskonzert der Salzburger Festspiele wurde am 23. Juli 2006 in ganz Europa live im Fernsehen übertragen. In der Saison 2006/2007 waren sechs Inszenierungen von Eggerts Opern im In- und Ausland zu sehen. Sein Fußballett für den Wiener Opernball 2008 war die erste dortige Aufführung zeitgenössischer Musik. 2009 wurde sein Innprojekt Auf dem Wasser zu singen bei den Festspielen Erl aufgeführt.
Eggert war drei Jahre lang Mitglied im Vorstand des Deutschen Komponistenverbandes und ist seit 2010 Professor für Komposition an der Münchener Hochschule für Musik und Theater. Ebenfalls seit 2010 ist Moritz Eggert ordentliches Mitglied der Mainzer Akademie der Wissenschaften und der Literatur. Er schreibt Artikel für Print- und Onlinemedien und betreibt für die Neue Musikzeitung den „Bad Blog of Musick“.
Im Oktober 2020 wurde Moritz Eggert zum Präsidenten des Deutschen Komponistenverbandes gewählt.

## Ehrungen und Auszeichnungen
Als Komponist wurde Moritz Eggert mehrfach ausgezeichnet, u. a. mit dem Kompositionspreis der Osterfestspiele Salzburg, dem Schneider-Schott-Musikpreis Mainz (1996), dem 1. Preis beim „Ad Referendum“-Wettbewerb der SMCQ in Montréal, dem Siemens-Förderpreis und dem Alexander-Zemlinsky-Preis. 1994/95 lebte er ein halbes Jahr in Paris als Stipendiat der Cité Internationale des Arts Paris. Als Rompreisträger verbrachte er 1996/97 ein Jahr in der Villa Massimo.

## Werkauswahl

### Musiktheater
- Das Mahl des Herrn Orlong (Oper für Schauspieler, 1988)
- Paul und Virginie (Puppenoper, 1990)
- Wir sind daheim (Kammeroper, 1991, 1998)
- Lunu (Abstrakte Oper 1992)
- Helle Nächte (Große Oper, 1997)
- Der Andere (Kurzoper, 2000)
- Dr. Popels fiese Falle (Oper für Kinder, 2002)
- The last days of the V.I.R.U.S. (Oper, 2003)
- Die Schnecke (Oper, 2004)
- Freax (Oper 2007)
- Linkerhand (Oper, 2009)
- All diese Tage (Oper 2012)
- Tragedy of a friendship (Musiktheater 2013)
- Teufels Küche (Kochoper für Kinder, 2014)
- Terra Nova – oder das weiße Leben (Oper 2015)
- Iwein Löwenritter (Oper, 2022)[4]
- Die letzte Verschwörung (Eine Mythos-Operette, 2023)

### Tanztheater, Ballett, Performance
- Avec ma main brulée (Performance, 1997)
- Flüchtige Begegnungen (Tanztheater, 1997)
- Gegenwart, ich brauche Gegenwart (Tanztheater, 1997)
- Ein Besuch im Bergwerk (Tanztheater, 1999)
- The Trap (Bühnenmusik, 1999)
- Millennium Shuffle (Tanztheater, 1999)
- Im Sandkasten (Tanztheater, 2000)
- Auf der Suche nach dem KlaNNg (Hörspiel, 2001)
- Der Blick des Raben (Orchesterballett 2013)

### Kammermusik
- Kleine Fluchten (1. Streichquartett, 1993)
- Hämmerklavier (für Piano solo, 1994)
- Außer Atem (für 3 Blockflöten und einen Spieler, 1995)
- Bad Attitude (für Cello und Piano, 1995)
- Et in Arcadia Ego (2. Streichquartett, 1997)
- Tableau (Bewegung für einen Klarinettisten und Pianisten, 1997)
- Melodie 1.0 (für Violine, Cello und Schreibmaschine, 1998)
- Nemesis (für Drumset solo, 1998)
- Croatoan II (für Streichquartett und Schlagzeug, 1999)
- Fast Forward (für Cello und Piano, 1999)
- Continuum (für Cello und Piano, 2000)
- Vermillion Sands (für Gitarre, 2000)
- Narziss (für Sopranblockflöte und Schlagzeug, 2001)
- La Risposta (für Cello und Klavier, 2002)
- pong (für Septett, 2002)
- Riff (für zwei E-Gitarren mit Effektgeräten, 2002)
- Symphonie 2.0 (für 4 Kazoos mit beliebigen Instrumenten, 2002)
- Ostinato (für Orgel solo, 2003)
- Processional: Fanfaren/Signale (für Trompete solo, 2003)
- Leipzig Noir (für 2 Sprecher, Beats und Kammerensemble, 2014)
- Les Temps Modernes (Schlagzeugquintett, 2015)

### Orchesterwerke
- Die 12 Schläge der Sonnenuhr (für Kammerorchester, 1986)
- Vexations (für Kammerorchester, 1993)
- Adagio (für 32 Streicher, 1996)
- Symphonie 1.0 (für 12 Schreibmaschinen, 1997)
- Number Nine I-III (für Orchester, 1998)
- Goldberg spielt (für Klavier und Ensemble, 2000)
- Internet-Symphonie (für Orchester, 2000)
- Number 9 VI: a bigger splash (für Orchester, 2006–2007)
- Illumination (Finale aus Processional, für Jazz-Bigband und Orchester, 2009)
- My Sleep Is A Dream (für Orchester, 2013)
- 1,2,3 (für Kammerorchester und Sampler, 2013)
- Aura (für Klarinette und Orchester, 2014)
- PG Dada (für Ensemble, 2015)

### Vokalmusik
- Hibernalische Gesänge (1997) für Vokalquartett (Vokalisen)
- Büchner-Porträt (1997) für Bariton und Klavier
- Krausseriana (1999) für Bariton und Klavier. Texte: Helmut Krausser
- Neue Dichter Lieben (2000). Liederzyklus
- ausklang (2001) für Bariton und Klavier
- Die Kriegsirre (2001) für Mezzosopran und Klavier
- wide unclasp (2002). Liederzyklus für Frauenstimme und Jazz-Ensemble
- Paradies Berlin (2002/03). Liederzyklus
- Ein Dichter stirbt (2004) für Tenorbariton und Klavier. Texte: Ludwig Steinherr
- Ballack, du geile Schnitte  (2006) für Sopran und Akkordeon. Texte: aus dem Gästebuch der Website von Michael Ballack. UA 1. Mai 2006 München (Fußball-Globus; Irene Kurka [Sopran], Stefan Hippe [Akkordeon])
- Nacht. Tick. All (für Blockflöte und Chor, 2014)
- Ich akzeptiere die Nutzungsbedingungen (für Bariton und Streichorchester, 2014)
- Vom Himmel und der ganzen Welt (für Knabenchor, 2014/15)

## Auszeichnungen
- 1996: Schneider-Schott-Musikpreis Mainz gemeinsam mit Isabel Mundry.
- 1997: Förderpreis des Siemens Musikpreises.
- 2016: Louis Spohr Musikpreis Braunschweig[5]

## Filmografie
- 2008: Der Klang der Worte (Komponist)
- 2020: Dein Song (als Musikpate)